# Nordansjö, Nora
Nordansjö är en by i Nora socken, Uppland, Heby kommun.
Nordansjö omtalas i dokument första gången 1453 ("Noordansio") i samband med att gården i Nordansjö testamenterades till Nora kyrka av Olof Matsson i Bro. Bebyggelsen ligger norr om Nordmyra, varifrån den är avgärdad och i samband med storskiftet 1770–1771 ännu ägde skogen gemensamt med. Myren som Nordmyra syftar på är ett stort myrkomplex som sträcker sig fram till Nordansjö och som höst och vår förvandlas till sjö vid högvatten i Dalälven. Under 1500-talet räknas gården som ett mantal kyrkojord, 1546–1548, tidvis räknat som 3 öresland och stundom som 4 öresland. Från 1600-talet räknas Nordansjö som kronojord.
Bland bebyggelser på ägorna märks det försvunna torpet Björkholmen, dokumenterat 1808 och angett som övergivet 1830. Nordansjö fäbodar var belägna vid Hundsjön. Det är oklart hur länge fäboden var i bruk, på ekonomiska kartan 1917 fanns några uthus här. Västerängen eller Skräddars var ett torp beläget väster om byn.